# كيفن كينت
كيفن كينت (بالإنجليزية: Kevin Kent)‏ (19 مارس 1965 بستوك أون ترينت في المملكة المتحدة - ) هو لاعب كرة قدم بريطاني في مركز جناح ‏. لعب مع بورت فايل ونيوبورت كونتي ووست بروميتش ألبيون ونادي مانسفيلد تاون.

## وصلات خارجية
- كيفن كينت على موقع قاعدة بيانات كرة القدم.إي يو (الإنجليزية)
- كيفن كينت على موقع Soccerbase.com (لاعب) (الإنجليزية)